# Estádio Paulo Constantino
O Estádio Paulo Constantino, nome mais conhecido como Prudentão é um estádio localizado na cidade de Presidente Prudente no estado de São Paulo.
Foi inaugurado em 12 de outubro de 1982, com a partida entre Santos e Corinthians de Presidente Prudente (Corintinha). O placar foi 1 a 0 para o time santista, com gol de Paulinho, aos 43 minutos do 1º tempo. A partida teve um público de 20.240 pessoas.
Com as diversas reformas sofridas ao longo dos anos, o estádio comporta 45.954 torcedores. Fora das capitais, o Prudentão é o segundo maior estádio do País, o Parque do Sabiá em Uberlândia é maior, comportando mais de 50 mil torcedores. As dimensões do campo (110 x 75m) eram as mesmas do antigo Estádio Mário Filho (Maracanã), e poucos maiores que o Estádio Cícero Pompeu de Toledo (Morumbi), que mede 108,25 x 72,70 m.
No momento a pedido do Grêmio Prudente, as dimensões do estádio foram diminuídas para 104 x 70 m, para a disputa do Campeonato Paulista. As dimensões novas são 105 x 68 m atualmente.
As arquibancadas são divididas nos setores verde A e B, amarela e azul, também possui setores com cadeiras que são as cadeiras marrons cobertas e cadeiras verde descobertas. O estádio possui estacionamento, vestiários amplos e modernos para arbitragem e equipes, banheiros, iluminação moderna, camarotes vip, cabines para imprensa, placar eletrônico, lanchonete, câmeras de vigilância espalhadas por todo o estádio, postos policiais e de atendimento médico.
Em 2010, o Grêmio Recreativo Barueri mudou sua sede de Barueri para Presidente Prudente e mandará todos os seus jogos do Campeonato Paulista no Prudentão. O clube mudou seu nome para Grêmio Prudente durante o Paulistão. Porém, em 2011 o clube retornou para Barueri.
O estádio foi também utilizado pelo Palmeiras durante as obras do estádio Parque Antártica. Em dezembro de 2012 o Fluminense conquistou seu quarto título brasileiro nesse estádio, em partida que acabou por também sacramentar o rebaixamento do tradicional clube paulista, sendo até hoje uma das partidas mais importantes da história do estádio.

## Cronologia
- 15 de março de 2002: foi aprovado projeto de lei de autoria na câmara dos vereadores para alterar o nome do estádio para “Eduardo José Farah”, presidente da Federação Paulista de Futebol e amigo do então prefeito da cidade, que sancionou o ato.

- 20 de abril de 2007: um vendaval destrói cobertura, cabines de imprensa, banheiros e iluminação do Prudentão, com isso o Oeste Paulista é obrigado a atuar aos sábados à tarde, sem iluminação e a imprensa trabalhou nas arquibancadas.

- Em novembro de 2007: cabines de imprensa e tribuna de honra foram construídas provisoriamente para as finais do Campeonato Paulista da Segunda Divisão.

- 23 de fevereiro de 2008: após instalação da iluminação, estádio começa a receber jogos a noite.

- 12 de abril de 2008: novo temporal afeta estádio e destrói cabines de imprensa.

- No dia 28 de Fevereiro de 2009, a equipe do Corinthians (que disputou três dias antes um jogo no mesmo estádio, contra o time do Noroeste, na ocasião o time do Corinthians, venceu por 2 a 0) fez um treino no estádio, o rachão como popularmente é chamado, foi visto por cerca de 7 mil torcedores. Nas arquibancadas havia, além é claro de torcedores do time alvinegro, torcedores do Palmeiras, São Paulo, Santos e Flamengo, na ocasião o atacante Ronaldo, conhecido como Fenômeno, participou do treino dos jogadores do Corinthians, e com grande estilo marcou três gols, levando os torcedores ao delírio.[5]

- Ao Contrário de todas as previsões, Ronaldo estreou pelo Corinthians, no dia 4 de março de 2009, pela Copa do Brasil, contra o time do Itumbiara, na oportunidade Ronaldo entrou na metade da segunda etapa, e o Corinthians venceu por 2 a 0. Mas a história, reservou ao Estádio Municipal Eduardo José Farah, o primeiro gol de Ronaldo com a camisa do Corinthians. No domingo 8 de março de 2009, durante o Clássico Palmeiras x Corinthians, aos 47' do segundo tempo, após cobrança de escanteio, Ronaldo cabeceou e marcou o primeiro gol com a camisa do Corinthians, na ocasião o clássico terminou empatado em 1 a 1, e o jogo teve um público de 44.479 torcedores e uma renda de R$ 1.349.390,00.[6]

- Após esse dia, passou a ser fequentes as partidas que envolvem o clássico "Palmeiras x Corinthians", sendo que em 2009, são dois jogos tendo o Verdão do Parque Antártica como mandante e apenas um jogo tendo o Alvinegro do Parque São Jorge como mandante.

- 8 de março de 2009: Clássico entre Palmeiras e Corinthians, é assistido por 44.479 torcedores, gerando uma renda de R$ 1.349.390,00, o clássico ficou marcado pelo gol de Ronaldo, o primeiro com a camisa do time do Corinthians, na ocasião o dérbi terminou em 1 a 1.

- 7 de janeiro de 2010: Milton Carlos de Mello, prefeito de Presidente Prudente confirma que o Grêmio Barueri, após mudar sua sede para a cidade, mandará seus dez jogos como mandante pelo Campeonato Paulista no estádio.

- 28 de agosto de 2011: Palmeiras e Corinthians se enfrentaram pela 7ª vez no estádio, o placar foi de 2 a 1 para a equipe Palmeirense, essa foi a última partida entre as duas equipes no estádio, pois eles se enfrentaram frequentemente nos últimos 2 anos em Presidente Prudente.

- 7 de outubro de 2011: Empresários da cidade com parceria com jogadores aposentados famosos e a prefeitura de Presidente Prudente anunciam o novo clube na cidade, o Grêmio Esportivo Prudente, que a partir de 2012 mandará seus jogos oficiais no estádio.

- 11 de novembro de 2012: O Fluminense torna-se tetracampeão do Campeonato Brasileiro faltando 3 rodadas para o fim com uma vitória sobre o Palmeiras por 3 a 2.

- 05 de março 2013 o Estádio volta a se chamar Paulo Constantino, que foi o seu primeiro nome.[7]

## Todos os clássicos paulistas realizados no Prudentão
| Partida                        | Campeonato            | Ano  |
| ------------------------------ | --------------------- | ---- |
| Corinthians 1x3 Palmeiras      | Campeonato Paulista   | 1996 |
| Palmeiras 3x2 São Paulo        | Campeonato Paulista   | 1996 |
| Santos 0x1 Palmeiras           | Torneio Rio-São Paulo | 1997 |
| Palmeiras 2x2 Corinthians      | Campeonato Paulista   | 1997 |
| Palmeiras 4x2 Corinthians      | Torneio Rio-São Paulo | 1998 |
| São Paulo 1x1 Santos           | Torneio Rio-São Paulo | 1998 |
| São Paulo 3x1 Corinthians      | Campeonato Paulista   | 2001 |
| Corinthians 3x1 São Paulo      | Torneio Rio-São Paulo | 2002 |
| Palmeiras 3x1 São Paulo        | Campeonato Brasileiro | 2006 |
| Palmeiras 1x1 Corinthians      | Campeonato Paulista   | 2009 |
| Corinthians 0x3 Palmeiras      | Campeonato Brasileiro | 2009 |
| Palmeiras 2x2 Corinthians      | Campeonato Brasileiro | 2009 |
| Palmeiras 2x1 Corinthians      | Campeonato Brasileiro | 2011 |
| Santos 1x2 Palmeiras           | Campeonato Paulista   | 2012 |
| Palmeiras 3x3 São Paulo        | Campeonato Paulista   | 2012 |
| Gremio Prudente 1×0 Portuguesa | Copa Paulista         | 2023 |